# Ernst Jensen
Ernst Becher Jensen (* 30. Juli 1943; † 10. Januar 2015) war ein dänischer Basketballspieler und -trainer.

## Leben
Der 1,80 Meter große Jensen gab im Alter von 18 Jahren seinen Einstand in der dänischen Herrennationalmannschaft, insgesamt bestritt er 79 Länderspiele. Er trat mit Dänemark unter anderem bei den Meisterschaften der Nordischen Länder an.
Auf Vereinsebene spielte er für den Falcon Basketball Klub, mit der Mannschaft nahm er 1973/74 am Europapokal der Pokalsieger teil und verlor in Hin- und Rückspiel deutlich gegen den bundesdeutschen Vertreter MTV Gießen. Er gewann mit Falcon 1974, 1975 und 1977 die dänische Meisterschaft.
Jensen war ab der Falcon-Gründung 1958 Vereinsmitglied. Nach seiner Spielerlaufbahn war er Trainer von Falcons Herrenmannschaft und zeitweise ebenfalls der dänischen Nationalmannschaft. Bei Falcon übte er in mehreren Amtszeiten die Tätigkeit des Vereinsvorsitzenden aus. Beruflich war Jensen Lehrer am Falkonergårdens Gymnasium, aus dem der Falcon Basketball Klub hervorgegangen war. Er war daran beteiligt, an der Schule eine Leistungssportförderung einzuführen und setzte sich für den Bau einer Sporthalle ein. Er war Mitverfasser des ersten dänischen Basketball-Lehrbuchs Instruktionsbog i basketball, das 1971 in erster Auflage erschien. Beim dänischen Basketballverband war er der Verantwortliche für den Spitzensportbereich. 1990 wurde Jensen mit dem Preis des Sportverbandes von Frederiksberg ausgezeichnet. Er brachte 1995 mit Henrik Jagd und Lisbeth Steen Pedersen das Buch Krop og samfund heraus, das sich unter anderem mit Sport in Zusammenhang mit Geschichte, Politik, Medien und Gesellschaft befasst.
Am Falkonergårdens Gymnasium wurde ein Preis nach Jensen benannt, mit dem Jugendleistungssportler ausgezeichnet werden.